# Liste des conventions nationales républicaines
 (septembre 2023).
Voici la liste des Conventions nationales républicaines (en). Ces conventions organisées par le Parti républicain ont lieu tous les quatre ans aux États-Unis, en vue des élections présidentielles américaines, qui se tiennent quelques mois après la convention.
| Dates d'organisation        | Lieux d'organisation                                                                        | Candidat à la présidence             | Candidat à la vice-présidence           |
| 17 au 19 juin 1856          | Musical Fund Hall (en) (Philadelphie)                                                       | John C. Frémont de Californie        | William L. Dayton du New Jersey         |
| 16 au 18 mai 1860           | The Wigwam (en) (Chicago)                                                                   | Abraham Lincoln de l'Illinois        | Hannibal Hamlin du Maine                |
| 7 au 8 juin 1864            | Front Street Theatre (Baltimore)                                                            | Abraham Lincoln de l'Illinois        | Andrew Johnson du Tennessee             |
| 20 au 21 mai 1868           | Crosby's Opera House (en) (Chicago)                                                         | Ulysses S. Grant de l'Illinois       | Schuyler Colfax de l'Indiana            |
| 5 au 6 juin 1872            | Academy of Music (Philadelphie)                                                             | Ulysses S. Grant de l'Illinois       | Henry Wilson du Massachusetts           |
| 14 au 16 juin 1876          | Exposition Hall (en) (Cincinnati)                                                           | Rutherford B. Hayes de l'Ohio        | William A. Wheeler de New York          |
| 2 au 8 juin 1880            | Interstate Exposition Building (en) (Chicago)                                               | James A. Garfield de l'Ohio          | Chester A. Arthur de New York           |
| 3 au 6 juin 1884            | Exposition Hall (Chicago)                                                                   | James G. Blaine du Maine             | John A. Logan de l'Illinois             |
| 19 au 25 juin 1888          | Auditorium (en) (Chicago)                                                                   | Benjamin Harrison de l'Indiana       | Levi P. Morton de New York              |
| 7 au 10 juin 1892           | Industrial Exposition Building (en) (Minneapolis)                                           | Benjamin Harrison de l'Indiana       | Whitelaw Reid de New York               |
| 16 au 18 juin 1896          | St. Louis Exposition & Music Hall (en) (Saint-Louis)                                        | William McKinley de l'Ohio           | Garret A. Hobart du New Jersey          |
| 19 au 21 juin 1900          | Convention Hall (Philadelphie)                                                              | William McKinley de l'Ohio           | Theodore Roosevelt de New York          |
| 21 au 23 juin 1904          | Chicago Coliseum (Chicago)                                                                  | Theodore Roosevelt de New York       | Charles W. Fairbanks de l'Indiana       |
| 16 au 19 juin 1908          | Chicago Coliseum (Chicago)                                                                  | William Howard Taft de l'Ohio        | James S. Sherman de New York            |
| 18 au 22 juin 1912          | Chicago Coliseum (Chicago)                                                                  | William Howard Taft de l'Ohio        | James S. Sherman de New York            |
| 7 au 10 juin 1916           | Chicago Coliseum (Chicago)                                                                  | Charles Evans Hughes de New York     | Charles W. Fairbanks de l'Indiana       |
| 8 au 12 juin 1920           | Chicago Coliseum (Chicago)                                                                  | Warren G. Harding de l'Ohio          | Calvin Coolidge du Massachusetts        |
| 10 au 12 juin 1924          | Public Auditorium (en) (Cleveland)                                                          | Calvin Coolidge du Massachusetts     | Charles G. Dawes de l'Illinois          |
| 12 au 15 juin 1928          | Convention Hall (en) (Kansas City)                                                          | Herbert C. Hoover de Californie      | Charles Curtis du Kansas                |
| 14 au 16 juin 1932          | Chicago Stadium (Chicago)                                                                   | Herbert C. Hoover de Californie      | Charles Curtis du Kansas                |
| 9 au 12 juin 1936           | Public Auditorium (en) (Cleveland)                                                          | Alfred M. Landon du Kansas           | Frank Knox de l'Illinois                |
| 24 au 28 juin 1940          | Convention Hall (Philadelphie)                                                              | Wendell L. Willkie de New York       | Charles L. McNary de l'Oregon           |
| 26 au 28 juin 1944          | Chicago Stadium (Chicago)                                                                   | Thomas E. Dewey de New York          | John W. Bricker de l'Ohio               |
| 21 au 25 juin 1948          | Convention Hall (Philadelphie)                                                              | Thomas E. Dewey de New York          | Earl Warren de Californie               |
| 7 au 11 juillet 1952        | International Amphitheatre (Chicago)                                                        | Dwight D. Eisenhower de New York     | Richard M. Nixon de Californie          |
| 20 au 23 août 1956          | Cow Palace (San Francisco)                                                                  | Dwight D. Eisenhower de Pennsylvanie | Richard M. Nixon de Californie          |
| 25 au 28 juillet 1960       | International Amphitheatre (Chicago)                                                        | Richard M. Nixon de Californie       | Henry Cabot Lodge, Jr. du Massachusetts |
| 13 au 16 juillet 1964       | Cow Palace (San Francisco)                                                                  | Barry M. Goldwater de l'Arizona      | William E. Miller de New York           |
| 5 au 8 août 1968            | Convention Center (en) (Miami Beach)                                                        | Richard M. Nixon de Californie       | Spiro T. Agnew du Maryland              |
| 21 au 23 août 1972          | Convention Center (en) (Miami Beach)                                                        | Richard M. Nixon de Californie       | Spiro T. Agnew du Maryland              |
| 16 au 19 août 1976          | Kemper Arena (Kansas City)                                                                  | Gerald R. Ford du Michigan           | Robert J. Dole du Kansas                |
| 14 au 17 juillet 1980       | Joe Louis Arena (Detroit)                                                                   | Ronald W. Reagan de Californie       | George H. W. Bush du Texas              |
| 20 au 23 août 1984          | Reunion Arena (Dallas)                                                                      | Ronald W. Reagan de Californie       | George H. W. Bush du Texas              |
| 15 au 18 août 1988          | Louisiana Superdome (La Nouvelle-Orléans)                                                   | George H. W. Bush du Texas           | Dan Quayle de l'Indiana                 |
| 17 au 20 août 1992          | Astrodome (Houston)                                                                         | George H. W. Bush du Texas           | Dan Quayle de l'Indiana                 |
| 12 au 15 août 1996          | San Diego Convention Center (San Diego)                                                     | Robert J. Dole du Kansas             | Jack Kemp du Maryland                   |
| 31 juillet au 3 août 2000   | First Union Center (Philadelphie)                                                           | George W. Bush du Texas              | Richard B. Cheney du Wyoming            |
| 30 août au 2 septembre 2004 | Madison Square Garden (New York)                                                            | George W. Bush du Texas              | Richard B. Cheney du Wyoming            |
| 1er au 4 septembre 2008     | Xcel Energy Center (Saint Paul)                                                             | John S. McCain de l'Arizona          | Sarah L. Palin de l'Alaska              |
| 27 au 30 août 2012 (en)     | Tampa Bay Times Forum (Tampa)                                                               | Mitt Romney du Massachusetts         | Paul Ryan du Wisconsin                  |
| 18 au 21 juillet 2016 (en)  | Quicken Loans Arena (Cleveland)                                                             | Donald Trump de l'État de New York   | Mike Pence de l'Indiana                 |
| Du 24 août au 27 août 2020  | Charlotte Convention Center (en) (Charlotte) (jour 1) Divers endroits à distance (jour 2-4) | Donald Trump de l'État de New York   | Mike Pence de l'Indiana                 |